# 巴塞爾文化博物館

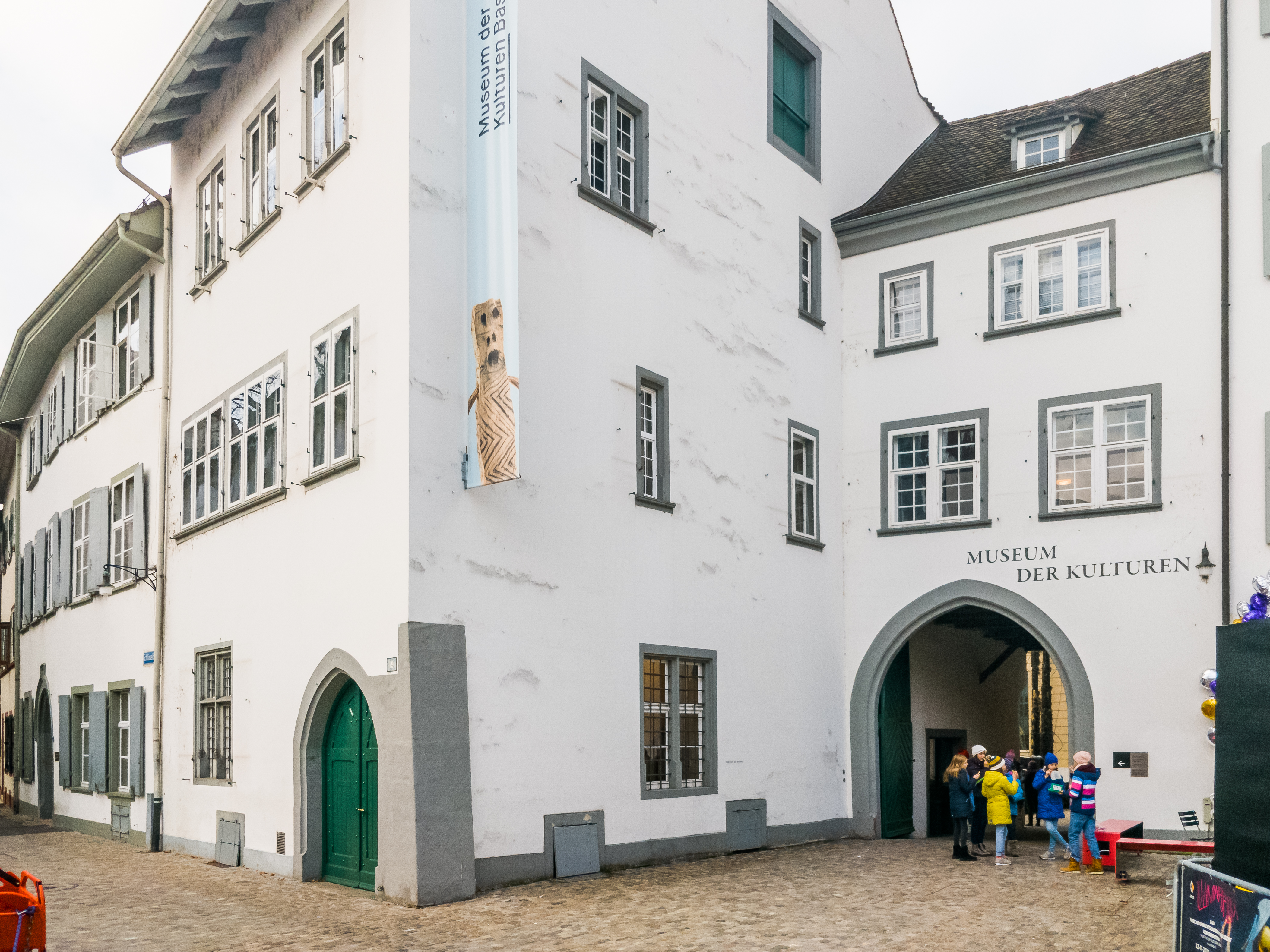
巴塞爾文化博物館

巴塞爾文化博物館（德語：Museum der Kulturen Basel）是位於瑞士巴塞爾的一座博物館。博物館主要展示來自歐洲、南太平洋、中美、西藏、巴厘島、瑞士的藏品。博物館的建築是瑞士文化遺產。

## 外部連結
- Museum of Cultures Basel
- Basel museums website （页面存档备份，存于）

47°33′26″N 7°35′27″E / 47.55722°N 7.59083°E